# پاستو
شهر پاستو(به مجاری: Pásztó) در نوگراد در کشور مجارستان واقع شده‌است. جمعیت این شهر ۱۰٫۰۴۶ نفر است.